# 川崎市立久地小学校
川崎市立久地小学校（かわさきしりつ くじしょうがっこう）は、神奈川県川崎市高津区久地にある公立小学校。略称は「久地小」（くじしょう）。 2016年（平成28年）度に創立50周年を迎えた。

## 概要

### 校章
久地は梅林としてその名を知られた土地であったことから、久地小学校の開校にあたって、地域の人々から募集した図案をもとに、初代教頭がその梅の花と川崎市のマークを組み合わせデザインした。

### 校歌
- 校歌　作詞：森久保安美　作曲：菅沼豊寿

たわわに実る多摩川梨のように、寒さに負けず香りよい花を咲かせる梅の花のように、学び育ってほしいという願いが込められている。
- 第二校歌　「久地の里」　作詞・作曲：禰覇朝明　編曲：保崎万里

### 学区
出典
- 高津区
  - 大字久地（160番以降）
  - 久地1丁目（27番1号～27番8号、28番1号～28番8号、36番～50番）
  - 久地3丁目（1番～5番、6番8号～6番10号、6番12号、6番13号、6番16号、7番～16番）
  - 久地4丁目（全域）
- 多摩区
  - 堰1丁目（全域）
  - 堰2丁目（1番を除く）
  - 堰3丁目（1番を除く）

### 主な進学先中学校
公立中学校に進学する場合
- 川崎市立西高津中学校 - 久地地区から通う児童の主な進学先中学校[6]
- 川崎市立稲田中学校 - 堰地区から通う児童の主な進学先中学校[7]

## 沿革
- 1967年（昭和42年）4月1日 - 川崎市立稲田小学校・川崎市立高津小学校より分離独立して開校。
- 1968年（昭和43年）
  - 2月27日 - この日を開校記念日と定めた。
  - 日付不明 - 校章・校歌制定。
- 1970年（昭和45年） - 体育館落成。
- 1973年（昭和48年） - プール完成。
- 1983年（昭和58年） - 川崎市立下作延小学校が分離独立。
- 1996年（平成8年）  - 創立30周年を記念してタイムカプセルを埋める。
- 2007年（平成19年） - 新体育館落成。
- 2009年（平成21年） - ビオトープ完成[8]。
- 2011年（平成23年） - 新校庭完成。校庭「久地っ子ひろば」と新校庭「久地っ子校庭」を結ぶ横断歩道橋が完成。
- 2016年（平成28年）
  - 11月19日 - 創立50周年記念式典を挙行[9]。
  - 日付不明 - タイムカプセルをあける。

## 学校教育目標
- たくましく　ねばり強い子
- よく考え　　工夫する子
- なかよく　　はげまし合う子　[10]

## 著名な出身者

### マスコミ
堂野浩久 - 名古屋テレビ放送アナウンサー

## 交通
いずれも、校地東側の歩道橋がある側の校門までの距離。
- 東急バス「向02」系統で、「久地」バス停下車後、徒歩約225m・約4分。
- JR東日本南武線久地駅から、徒歩約950m・約15分。

## 周辺
- 社会福祉法人川崎市社会福祉事業団うめのき保育園
- 二ヶ領用水